# Штадельхофен (Верхняя Франкония)
Штадельхофен (нем. Stadelhofen) — община  в Германии, в Республике Бавария.
Подчиняется административному округу Верхняя Франкония. Входит в состав района Бамберг. Население составляет 1259 человек (на 31 декабря 2022 года), 1240 по состоянию на 31 декабря 2010 года. Занимает площадь 41,01 км². 
Община подразделяется на 10 сельских округов.
Первые сведения об общине относятся к 13 веку.

## Фотография

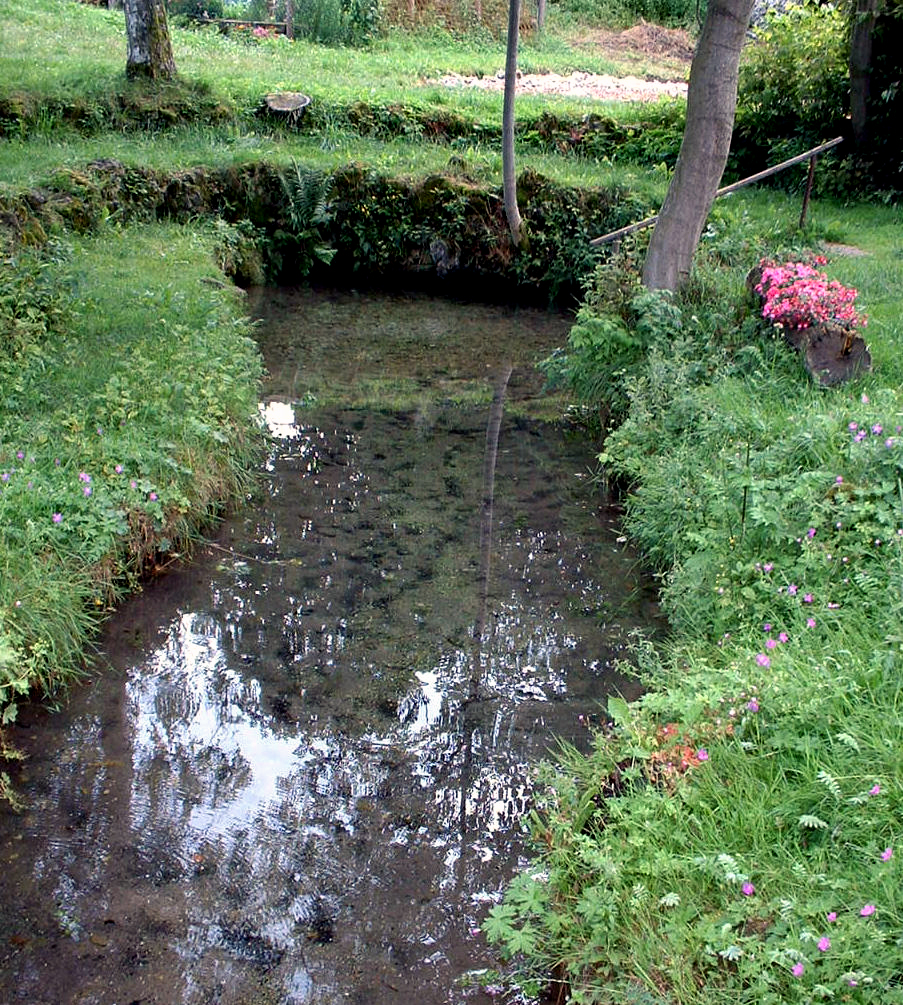
Штадельхофен (Верхняя Франкония)

## Население
По оценке на 31 декабря 2015 года население общины составляет 1227 чел.
| Дата      | 1840 | 1871 | 1900 | 1925 | 1939 | 1950 | 1961 | 1970 | 1987 | 2011 |
| --------- | ---- | ---- | ---- | ---- | ---- | ---- | ---- | ---- | ---- | ---- |
| Население | 1461 | 1615 | 1653 | 1658 | 1489 | 1868 | 1412 | 1404 | 1291 | 1268 |

| Год       | 1960 | 1970 | 1980 | 1990 | 2000 | 2009 | 2010 | 2011 | 2012 | 2013 | 2014 | 2015 |
| --------- | ---- | ---- | ---- | ---- | ---- | ---- | ---- | ---- | ---- | ---- | ---- | ---- |
| Население | 1433 | 1421 | 1296 | 1251 | 1275 | 1234 | 1240 | 1271 | 1260 | 1250 | 1241 | 1227 |